# سيمون وتون
سيمون وتون (24 فبراير 1959 - ) (بالإنجليزية: Simon Wootton)‏ هو لاعب كريكت بريطاني.